# Polysporoplasma sparis
Polysporoplasma sparis is een microscopische parasiet uit de familie Sphaerosporidae. Polysporoplasma sparis werd in 1995 beschreven door Sitja-Bobadilla & Alvarez-Pellitero. 